# Cratere Ines
Ines  è un cratere sulla superficie di Venere.